# Jerusalem/When the Apple Blossoms Bloom in the Windmills of Your Mind, I'll Be Your Valentine
Jerusalem/When the Apple Blossoms Bloom in the Windmills of Your Mind, I'll Be Your Valentine è il sesto singolo del gruppo musicale inglese Emerson, Lake & Palmer, pubblicato dalla Manticore (catalogo K 13503) nel 1973.

## I brani

### Jerusalem
Jerusalem, estratto dall'album Brain Salad Surgery, è un arrangiamento rock dell'omonimo inno. Il testo è tratto dalla poesia And did those feet in ancient time, scritta da William Blake nel 1804; la musica è composta da Hubert Parry nel 1916.

### When the Apple Blossoms Bloom in the Windmills of Your Mind, I'll Be Your Valentine
When the Apple Blossoms Bloom in the Windmills of Your Mind, I'll Be Your Valentine, presente sul lato B del disco, è un brano strumentale composto da tutto il trio. Verrà pubblicato nell’album Works Volume 2, che uscirà 4 anni dopo.

## Tracce

### Lato A
1. Jerusalem – 2:45 (testo: William Blake (1804) – musica: Hubert Parry (1916), arr.: Emerson, Lake & Palmer)

### Lato B
1. When the Apple Blossoms Bloom in the Windmills of Your Mind, I'll Be Your Valentine (strumentale) – 3:55 (musica: Emerson-Lake-Palmer)

## Musicisti
- Keith Emerson – tastiere
- Greg Lake – voce[1], basso
- Carl Palmer – batteria